# Rudy Fernández
Rodolfo "Rudy" Fernández y Farrés, född 4 april 1985 i Palma de Mallorca på Balearerna, är en spansk basketspelare. Han är 196 cm lång.

## Landslagskarriär
Rudy Fernández var med och tog OS-silver i basket 2008 i Peking. Detta var Spaniens andra medalj i herrbasket i olympiska sommarspelen.

## Lag
- DKV Joventut (2002–2008)
- Portland Trail Blazers (2008–2011)
- Real Madrid (2011)
- Denver Nuggets (2011–2012)
- Real Madrid (2012–)